# Asteriks i Obeliks: Walka wodzów
Asteriks i Obeliks: Walka wodzów (fr. Astérix & Obélix: Le combat des chefs) – francuski serial animowany 3D o przygodach Gala Asteriksa. Stanowi adaptację komiksu Walka wodzów Goscinnego i Uderzo. Reżyserem będzie Alain Chabat (reżyser i scenarzysta filmu Asterix i Obelix: Misja Kleopatra).
Serial miał premierę 30 kwietnia 2025 r.

## Fabuła
Po otrzymaniu ciosu menhirem w głowę Panoramiks traci pamięć i nie jest w stanie przyrządzać napoju, dającego wiosce Galów nadludzką siłę. To nie jedyny problem, z jakim stykają się Asteriks i jego przyjaciele - wódz sąsiedniej wioski wyzywa Asparanoiksa na pojedynek.

## Obsada głosowa
- Alain Chabat jako Asteriks,
- Gilles Lellouche jako Obeliks,
- Thierry Lhermitte jako Panoramiks,
- Grégoire Ludig jako Asparanoiks,
- Géraldine Nakache jako Dobromina, żona Asparanoiksa
- Laurent Lafitte jako Juliusz Cezar,
- Alexandre Astier jako Ahigieniks,
- Grégory Gadebois,
- Anaïs Demoustier,
- Jérôme Commandeur.

Źródła

### Wersja polska
Wersja polska: Transperfect Media Poland
Dialogi i teksty piosenek: Alicja Roethel
Reżyseria: Janusz Dąbrowski
Zgranie wersji polskiej i reżyseria muzyki: Marta Lopukh
Nadzór produkcji: Iwona Lisowska
Koordynacja projektu: Lola Jankowska
Wystąpili:
- Tomasz Borkowski jako Asteriks,
- Wiktor Zborowski jako Obeliks,
- Włodzimierz Press jako Panoramiks,
- Janusz Zadura jako Potus,
- Bartłomiej Nowosielski jako Asparanoiks,
- Dariusz Odija jako Fastandfurius,
- Jakub Wieczorek jako Cassis Ceramiks,
- Katarzyna Kozak jako Dobromina,
- Przemysław Bluszcz jako Juliusz Cezar,
- Pola Błasik jako Metadana,
- Przemysław Glapiński jako matka Cezara,

Źródła: